# کارل اسویتسر
کارل اسویتسر (انگلیسی: Carl Switzer؛ ۷ اوت ۱۹۲۷ – ۲۱ ژانویهٔ ۱۹۵۹) بازیگر و خواننده اهل ایالات متحده آمریکا بود.

## فیلم‌شناسی
از فیلم‌ها یا برنامه‌های تلویزیونی که وی در آن نقش داشته است، می‌توان به چه زندگی شگفت‌انگیزی، شجاعت لسی  و ژنرال اسپنکی اشاره کرد.